# Bolltorp
Bolltorp är ett säteri i Östergötland, 7 kilometer sydost om Söderköping i Skönberga socken, Söderköpings kommun.

## Historik
Bolltorp var tidigare en kungsladugård under Stegeborgs kungsgård, men skänktes 1647 av Gustav II Adolf till Olof Bure. Det ärvdes efter honom av hans dotter Christina, gift med häradshövdingen Sven Svart, varefter det gick i arv till dottern Christina, gift med schoutbynachten Johan Bauman, adlad Bogeman. Han och hustrun levde och dog på Bolltorp, och är begravda i Skönberga kyrka. Efter dem ärvdes gården av sonen Johan Jakob Bogeman (1682–1736) och därefter av hans dotter Johanna Margareta, gift med majoren Joachim Christopher von Hartmansdorff. Hon sålde gården till Elias Magnus Ingman, adlad Nordenstolpe, från Gusum. Den ärvdes därefter av sonen Arvid Georg Nordenstolpe. Hans son Bleckert Magnus Nordenstolpe sålde 1815 Bolltorp till Gustaf Johan Funck och hans kusinen Johan Carl Adelswärd. Men Funck lossade efter en kort till Adelswärd från hans andel i godset. Gustaf Johan Funck bodde till en början på Westtomta och på Tomtaholm, där han 1832 låtit uppföra en herrgård 1832, men beslutade sig för att ersätta en enkla träbyggningen med två flyglar med en mera ståndmässig i sten, och 1840 var den nya herrgården färdig. Godset tillhörde därefter in på 1900-talet ätten Funck.  Bolltorps pappersbruk, vars första privilegier utfärdades 1719 men som troligen var äldre brann ned 1758,  men återuppfördes därefter och lades på 1840-talet. Huvudbyggnaden är av tegel och vitputsad, med 2 våningar mot gårdssidan och 3 våningar mot trädgårdssidan, och omges av trädgård och park.